# Międzygminny Zakład Komunikacyjny w Kętach
Międzygminny Zakład Komunikacyjny Sp. z o.o. w Kętach, pierwotnie był 4 oddziałem WPK Bielsko-Biała, później oddziałem nr 2 MPK Oświęcim. Na tej bazie stworzono spółkę trzech gmin: Kęty (42,1 proc. udziałów), Andrychów (40,4 proc.), Porąbka (17,5 proc.), zamieszkałych przez ok. 82 tys. ludzi. Ponadto MZK obsługiwał gminę Osiek, która nie przystąpiła do spółki, ale zawarła porozumienie międzygminne z jej udziałowcami. W 2000 MZK przewiózł 3 mln pasażerów, a w 2014 r. już tylko 1 mln.
W 2016 MZK zatrudniało 90 pracowników. Obsługiwano 14 linii komunikacyjnych o łącznej długości 196 km (w apogeum rozwoju funkcjonowało 16 linii o łącznej długości ok. 273,3 km). Andrychów do tej pory dopłacał do utrzymania MZK ok. 1,3 mln zł rocznie. 
Od 1 stycznia 2018 Gmina Andrychów wycofała się częściowo z finansowania usług publicznego transportu zbiorowego realizowanego przez MZK Kęty, co spowodowało likwidację linii nr 12, 14, 22 i 22-I. Posunięcie to motywowano względami oszczędnościowymi - do tej pory roczna dotacja Andychowa wynosiła 1,3 mln zł. Obsługę połączeń wewnętrznych przejęli operatorzy, którym Andrychów użyczył 14 fabrycznie nowych, klimatyzowanych autobusów marki KAPENA, typ IVECO 72C urby, zakupionych 24 maja 2017 roku za 10 mln zł (w tym 8,5 mln zł z UE). Bazę dla nowych autobusów urządzono przy ulicy Batorego w Andrychowie. Wraz ze zmianą operatora wprowadzono bezpłatne przejazdy dla dzieci i emerytów. Według władz Andrychowa, nowa komunikacja miała ostatecznie kosztować więcej niż dotacja przekazywana dotąd do MZK.
1 stycznia 2021 MZK Kęty zakończył działalność, a obsługę linii komunikacyjnych przejęła Komunikacja Beskidzka.

## Linie
| Linie | Trasa                                                                     | Uwagi                                                      |
| ----- | ------------------------------------------------------------------------- | ---------------------------------------------------------- |
| 1     | Kęty ZML - Witkowice                                                      | Niektóre kursy do/z: Kęty Dw.PKP                           |
| 2     | Kęty Dw.PKP - Czaniec - Zagłębocze - Roczyny - Andrychów Os. Lenartowicza | Niektóre kursy do/z: Kęty ZPW, Andrychów Miasto            |
| 3     | Kęty ZML - Nowa Wieś - Osiek Dolny D.L.                                   | Niektóre kursy do/z: Kęty Dw.PKP, Malec Granica            |
| 7     | Kęty Dw.PKP - Czaniec - Bujaków - Porąbka Kozubnik                        | Niektóre kursy do/z: Kęty ZPW                              |
| 9     | Kęty Dw.PKP - Czaniec - Porąbka - Wielka Puszcza                          |                                                            |
| 10    | Kęty Basen - Bulowice - Andrychów Os. Lenartowicza                        | Niektóre kursy do/z: Kęty Dw.PKP, Kęty ZML, Bulowice Morga |
| 11    | Kęty Dw.PKP - Nowa Wieś - Bielany - Łęki                                  | Niektóre kursy do/z: Kęty ZML                              |
| 15    | Kęty Szkoła - Kęty Widok                                                  |                                                            |
| 40    | Kęty Dw.PKP - Podlesie - Kobiernice                                       | Niektóre kursy do/z: Kęty ZML, Kobiernice Wołek            |

## Linie zlikwidowane
| Linie | Trasa                                                   | Uwagi                              |
| ----- | ------------------------------------------------------- | ---------------------------------- |
| 12    | Andrychów Os. Lenartowicza - Roczyny Pod Górami         | Niektóre kursy do/z: Andrychów WSW |
| 14    | Andrychów Os. Lenartowicza - Zagórnik                   |                                    |
| 22    | Andrychów Os. Lenartowicza - Sułkowice - Rzyki Jagódki  |                                    |
| 22-l  | Andrychów Os. Lenartowicza - Sułkowice - Rzyki Praciaki |                                    |

## Tabor
Trzon taboru autobusowego MZK Kęty stanowią pojazdy marki Autosan w liczbie 21 sztuk.
W 2016 MZK miał na stanie 39 autobusów, a średni ich wiek wynosi 17 lat. Były to pojazdy marek: Autosan, Mercedes i Jelcz, o pojemności od 17 do 72 pasażerów. 
| Typ Autobusu                                | Eksploatacja od                             | Liczba |
| ------------------------------------------- | ------------------------------------------- | ------ |
| Autosan A0909L                              | 2004                                        | 2      |
| Autosan H10-11                              | 1993                                        | 1      |
| Autosan H6                                  | 1998                                        | 10     |
| Autosan H7                                  | 2003                                        | 8      |
| Autosan H9-21                               | Brak danych                                 | 1      |
| Autosan H9-35                               | Brak danych                                 | 4      |
| Jelcz M081MB                                | 1999                                        | 2      |
| Mercedes Sprinter 416CDI                    | 2007                                        | 1      |
| Mercedes O303-11R                           | 2005                                        | 9      |
| Wszystkie pojazdy                           | Wszystkie pojazdy                           | 38     |
| Udział autobusów niskopodłogowych we flocie | Udział autobusów niskopodłogowych we flocie | 5%     |